# ديميتار بوبوف
ديميتار بوبوف (بالبلغارية: Димитър Попов)‏ (27 فبراير 1970 في بلغاريا - ) هو لاعب كرة قدم بلغاري في مركز حراسة المرمى، شارك في بطولة أمم أوروبا 1996. وشارك مع منتخب بلغاريا لكرة القدم. أما مع النوادي، فقد لعب مع سبارتاك بلوفديف وسسكا صوفيا وليفسكي صوفيا ونادي بوتيف بلوفديف ونادي سبارتاك فارنا ونادي لوكوموتيف صوفيا وEl Paso Patriots ‏ ونادي ماريتسا بلوفديف.

## وصلات خارجية
- ديميتار بوبوف على موقع قاعدة بيانات كرة القدم.إي يو (الإنجليزية)
- ديميتار بوبوف على موقع ناشيونال فوتبول تيمز (الإنجليزية)